# Azafata del tren fantasma
Azafata del tren fantasma es una canción interpretada por la banda de rock Invisible, incluida en su primer álbum, lanzado en 1974, séptimo en el que tiene participación decisiva Spinetta. Los integrantes de la banda que interpretan el tema son Luis Alberto Spinetta (voz y guitarra), Pomo Lorenzo (batería) y Machi Rufino (bajo). La autoría está acreditada a los tres integrantes.
El álbum fue incluido en la posición #65 entre los 100 mejores álbumes del rock argentino por la revista Rolling Stone. Notablemente ninguno de sus temas figuran en las listas de las mejores canciones de Spinetta.

## Contexto
Spinetta venía de disolver su banda Pescado Rabioso a mediados del año anterior y de grabar un disco solista, Artaud, bajo del nombre de Pescado Rabioso, que ha sido considerado mayoritariamente como el mejor álbum de la historia del rock argentino. Artaud significó un momento decisivo, tanto en la búsqueda estilística que Spinetta venía haciendo desde sus orígenes con Almendra, como para el panorama del rock nacional, dejando atrás el blues-rock que caracterizó a Pescado Rabioso -bajo la influencia de Pappo's Blues- y que la hizo una de las bandas de rock más populares de Argentina.

Viendo con perspectiva lo que fue Pescado Rabioso, creo que se dio un procedimiento al revés que el de Almendra. Si el primer disco de Almendra fue dulce y el segundo fue agresivo, en Pescado sucedió que a la altura del segundo disco yo traté de almendrizar el sonido. Después, en Invisible, creo que llegué a la toma de conciencia de un punto de equilibrio entre ambos mundos.
Luis Alberto Spinetta

1973 y 1974 fueron para Argentina dos años de relativa esperanza democrática, entre medio de un terrible período de violencia y dictaduras en la historia argentina, que había comenzado con el Bombardeo de la Plaza de Mayo y el derrocamiento del gobierno constitucional de Juan D. Perón en 1955 y terminaría a fines de 1983 con la recuperación de la democracia.
Como venía pasando desde Pescado Rabioso, Spinetta solía inspirarse en textos literarios, obras pictóricas o culturas no occidentales para componer sus canciones y organizar conceptualmente sus álbumes. En el caso del álbum Invisible, se destacan la influencia de sus lecturas sobre las culturas americanas precolombinas, especialmente la Civilización incaica, así como la obra del pintor holandés M.C. Escher y los libros de Carl Jung dedicados a la cultura oriental y los mandalas.

## El tema
El tema está ubicado como quinto track (segundo del lado B en el long play), con una duración de 8:21. En la contratapa, la letra aparece encabezada por una imagen del naipe del rey de espadas en la baraja española, pero con una espada clavada en la espalda. La letra según Spinetta está inspirada en un dicho que él había oído algunas veces y que le causaba mucha gracia: «azafata del tren fantasma». Con esa imagen compuso un relato que trata de un rey acuchillado por la traición de sus propios vasallos durante un banquete. Mientras es asesinado, el rey puede ver a la azafata del tren fantasma mirando la escena desde una escalera, riendo. Finalmente lo embalsama, mientras ella permanece eterna. La canción termina con la frase: «no habrá flores ni vientos que lo hagan gritar». La canción dio lugar a especulaciones políticas que Spinetta negó categóricamente. El tema alterna espacios cantados y amplias partes instrumentales, con destacados desempeños de Pomo en la batería y Machi Rufino en el bajo.